# Drogomin (województwo lubuskie)
Drogomin (niem. Heinersdorf) – wieś w Polsce położona w województwie lubuskim, w powiecie sulęcińskim, w gminie Sulęcin.
Wieś leży w obrębie historycznej ziemi lubuskiej. Na pocz. XV w. przynależała administracyjnie do dekanatu ośnowskiego diecezji lubuskiej.
W latach 1975–1998 miejscowość administracyjnie należała do województwa gorzowskiego.

## Położenie
Drogomin leży przy drodze wojewódzkiej nr 137 Słubice – Trzciel, w pobliżu gminy Ośno Lubuskie.

## Zabytki
Do wojewódzkiego rejestru zabytków wpisany jest:
- kościół filialny pod wezwaniem św. Wojciecha, gotycki z XIV wieku, XV wieku.